# Élection présidentielle togolaise de 1993
L'élection présidentielle togolaise de 1993 a lieu au Togo le 25 août 1993. Pour la première fois dans l'histoire du pays, l'élection voit s'affronter plusieurs candidats. Le Togo vient en effet de connaitre plusieurs décennies de régime à parti unique sous l'égide du Rassemblement du peuple togolais de Gnassingbé Eyadéma, arrivé à la tête de l'État par un coup d'état en 1967. 
La mobilisation de l'opposition et les pressions internationales mènent cependant à la tenue d'une conférence nationale. Celle ci aboutit en 1992 à un changement de constitution approuvé par référendum le 27 septembre. La nouvelle constitution établit le multipartisme, renforce les pouvoirs du premier ministre, et ramène la durée du mandat présidentiel de  sept à cinq ans, renouvelable une seule fois.
L'opposition boycotte cependant le scrutin à la suite des manœuvres d'Eyadéma ayant fait invalider les candidatures de ses principaux opposants, ainsi qu'au manque de préparation du scrutin, qu'elle juge organisé par le pouvoir en place pour en faciliter le trucage. Seuls deux candidats mineurs sont utilisés pour légitimer le vote et se présentent contre le président sortant. Ce dernier est de ce fait réélu à la tête du Togo avec près de 97 % des suffrages, pour une participation ayant chuté à à peine plus de 36 %, selon des résultats officiels jugés truqués par l'opposition.

## Résultats
Note : Le cumul des votes valides et invalides et le total des voix des résultats officiels ne correspondent pas. De même, les pourcentages fournis pour les candidats ne correspondent pas à la proportion de leurs suffrages par rapport au nombre de suffrages exprimés.
| Candidat                  | Candidat                  | Parti                     | Voix      | %      |  |
| ------------------------- | ------------------------- | ------------------------- | --------- | ------ |  |
|                           | Gnassingbé Eyadéma        | RPT                       | 691 485   | 96,42  |  |
|                           | Jacques Amouzou           | Indépendant               | 13 168    | 1,90   |  |
|                           | Adani Ifé                 | ATD                       | 11 584    | 1,67   |  |
|                           |                           |                           |           |        |  |
| Votes valides             | Votes valides             | Votes valides             | 704 592   | 95,57  |  |
| Votes blancs et invalides | Votes blancs et invalides | Votes blancs et invalides | 32 948    | 4,47   |  |
| Total                     | Total                     | Total                     | 737 237   | 100,04 |  |
| Abstention                | Abstention                | Abstention                | 1 301 700 | 63,84  |  |
| Inscrits / participation  | Inscrits / participation  | Inscrits / participation  | 2 038 937 | 36,16  |  |